# Les Gais Lurons (film)
Pour plus de détails, voir Fiche technique et Distribution.
Les Gais Lurons est un film franco-allemand réalisé par Jacques Natanson et Paul Martin, sorti en 1936.

## Fiche technique
- Titre : Les Gais Lurons
- Réalisation : Jacques Natanson
- Supervision : Raoul Ploquin
- Scénario : Curt Goetz, Paul Martin et Robert A. Stemmle
- Dialogues : Jacques Natanson
- Photographie : Konstantin Irmen-Tschet
- Montage : Carl Otto Bartning
- Musique : Peter Kreuder
- Son : Erich Leistner et Fritz Thiery
- Costumes : Manon Hahn
- Production : L'Alliance cinématographique européenne - UFA
- Pays d'origine :  France |  Allemagne
- Format : Noir et blanc — 35 mm — 1,37:1 — Son : Mono
- Genre : Comédie
- Durée : 94 minutes
- Date de sortie :
  - France : 9 octobre 1936

## Distribution
- Lilian Harvey : Ann Garden
- Henri Garat : Gil Taylor
- Pizella : Frank
- Henri Guisol : Stoddard
- Jean Toulout : le juge
- Paul Ollivier : Jackson
- Pierre Magnier : Manning
- Marcel Duhamel : Hopkins
- Pierre Labry : le barman